# Культурная деревня Фукаэ
Культурная деревня Фукаэ  (яп. 深江文化村, фукаэ бункамура) — микрорайон, расположенный в районе Хигасинада-ку, город Кобе, префектура Хёго, Япония.

## Общие сведения
В период, продолжавшийся с конца эпохи Мэйдзи (1868—1912) до начала эпохи Сёва (1927—1989) и получивший название «хансинканский модернизм», в местности Хансин между Осакой и Кобе находились виллы состоятельных людей. Квартал с домами в западном архитектурном стиле был спроектирован и построен в конце эпохи Тайсё (1912—1927) на западном берегу реки Асиягава архитектором Ёсимурой Сэйтаро (бывшее архитектурное бюро Ворис) с целью создать идеальную жилую среду. Позднее это квартал получил название Фукаэ Бункамура, то есть Культурная деревня Фукаэ.
Площадь участка составляла около 10 000 м², в центре был разбит обширный сад с газоном, вокруг него было расположено тринадцать зданий в западном архитектурном стиле. В общей сложности там проживали тринадцать семей из девяти стран. В то время многие западные музыканты жили в районе современного города Асия и района Хигасинада-ку города Кобе. Бежавшие от русской революции Александр Рутин и Иммануил Меттер также поселились в Фукаэ Бункамура. И в скором времени Культурная деревня и построенный в её юго-западной части пансион «Бунка Хаус» стали местом международного музыкального и культурного обмена.
По прошествии лет многие здания в западном стиле были утрачены (из-за ветхости, в результате землетрясения Хансин-Авадзи и по другим причинам). На данный момент сохранились только два здания, которые являются зарегистрированными материальными культурными ценностями.

## Наиболее известные деятели культуры из Культурной деревни Фукаэ
- Александр Михайлович Рутин — русский пианист, наставник Осавы Хисато
- Михаил Векслер — скрипач, учитель Киси Коити
- Лео Сирота — пианист
- Йозеф Ласка — дирижёр симфонического оркестра Такарадзука, первого оркестра Японии
- Иммануил Меттер — российский дирижёр, наставник Асахины Такаси
- Елена Осовская-Меттер — балетмейстер оперы «Такарадзука»
- Александр Могилевский — скрипач